# Bistum Tarentaise

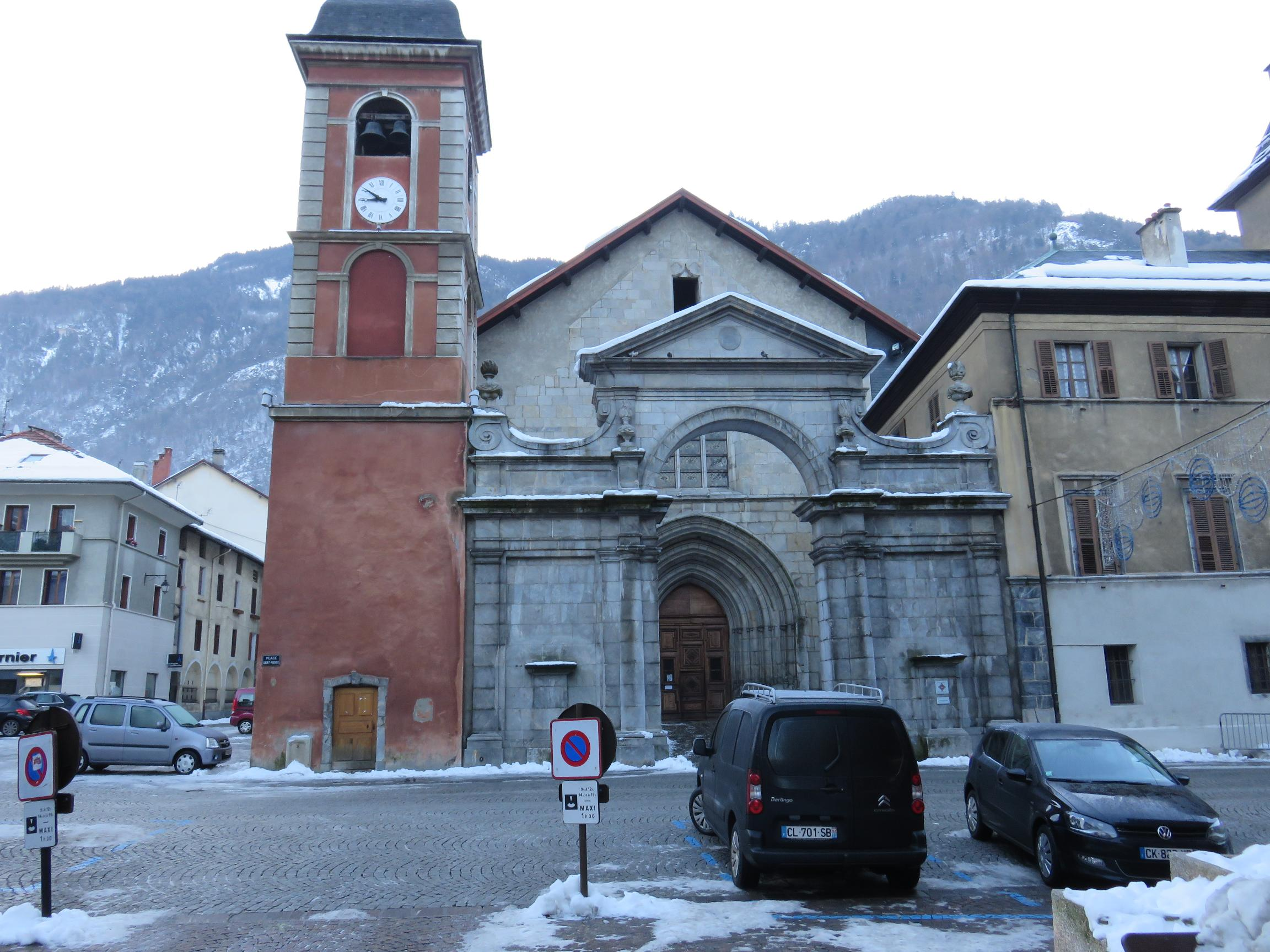
Die Kathedrale St. Peter in Moûtiers

Das in Frankreich gelegene Bistum Tarentaise (lateinisch Dioecesis Tarantasiensis) wurde im 5. Jahrhundert als Suffragansitz des Erzbistums Vienne gegründet und nahm seinen Sitz in der Stadt Moûtiers.

## Geschichte

### Mittelalterliches Erzbistum
Das Bistum Tarentaise wurde 794 zum Metropolitanbistum erhoben, wurde aber erst 1171 vom Erzbistum Vienne unabhängig. Der Erzbischof von Vienne hatte als Primas Primatum noch weiterhin eine Vorrangstellung gegenüber mehreren Erzbistümern im Königreich Burgund und in Südfrankreich.
Seit der Charta des burgundischen Königs Rudolf III. (993–1032) waren die Erzbischöfe in Teilen ihrer Diözese auch weltliche Herren, jedoch kam es immer wieder zu Konflikten mit den Herren von Briançon. Nachdem das Königreich durch Erbfall Teil des römisch-deutschen Reiches geworden war, wurde unter anderem Kaiser Heinrich IV. wegen dieser Konflikte zugezogen.
Bedeutend für die Politik des Reiches war das Erzbistum mit der Krönung Philipps von Schwaben zum Römisch-deutschen König durch Erzbischof Aimon von Briançon am 8. September 1198.
1246 unterstellte sich das Erzbistum dem Schutz des Hauses Savoyen, das 1310/1313 zu Reichsfürsten erhoben wurde.

### Frühe Neuzeit
Von 1536 bis 1559 befand sich Savoyen mit großen Teilen des Diözesangebietes erstmals in französischer Hand.
Nach 1559 blieb es großenteils Teil des heiligen Römischen Reiches, aber mit dem Westfälischen Frieden von 1648 schieden die eidgenössischen Gebiete aus. Da der Herzog und Reichsfürst Viktor Amadeus III. nach der Französischen Revolution die Royalisten unterstützte, wurde das Gebiet der Erzdiözese ab 1792 von Revolutionstruppen besetzt und von der gerade konstituierten Ersten Republik beansprucht.
Gliederung der Kirchenprovinz Tarantaise bis 1801:
- Erzbistum Tarantaise

1. Bistum Aosta
2. Bistum Sitten

### Auflösung
Mit dem Konkordat von 1801 zwischen dieser Republik (inzwischen unter Napoléon Bonaparte als Erstem Konsul) und dem Heiligen Stuhl wurde das Erzbistum Tarentaise aufgelöst und dem Gebiet des Bistums Chambéry inkorporiert, das seinerseits 1817 zum Erzbistum für die vom Wiener Kongress bis 1860 wieder savoyischen Gebiete westlich des Alpenhauptkamms erhoben wurde.

## Gegenwärtiges Bistum
Am 5. August 1825 wurde das Kerngebiet der Diözese als Bistum Moûtiers-Tarantaise innerhalb der Kirchenprovinz Chambéry wiedererrichtet. Am 26. April 1966 wurde es zusammen mit dem Bistum Maurienne dem Erzbistum Chambéry erneut einverleibt.
Im Jahre 1949 zählte das Bistum etwa 50.000 Katholiken in 87 Pfarreien. Diese wurden von 109 Diözesanpriestern und 5 Ordenspriestern betreut, wozu noch 180 Ordensschwestern kamen. Es hatte eine Größe von 2.247 km².